# 김윤재 (축구인)
김윤재(한국 한자: 金潤載, 1992년 5월 14일 ~ )는 대한민국의 전 축구 선수이며 포지션은 수비수였다.

## 축구인 경력

### 선수 경력
2014 K리그 드래프트를 통해 대전 시티즌에 입단하였으나 주전에서 밀렸고, 1시즌 만에 수원 FC로 이적했다.

## 수상

### 클럽

#### 대전 시티즌
- K리그 챌린지
  - 우승 1회 : 2014

#### 수원 FC
- K리그 챌린지
  - 승격 1회 : 2015